# 桂海虞衡志
《桂海虞衡志》，南宋范成大所撰记载广西风土特产之著作，原书三卷，今存一卷。
宋孝宗乾道九年（1173年），范成大知静江府（治今广西桂林市）兼广西经略安抚使，淳熙二年（1175年）改镇四川。他从广西入蜀途中作此书。书中分《志岩洞》、《志金石》、《志香》、《志酒》、《志器》、《志禽》、《志兽》、《志虫鱼》、《志花》、《志果》、《志草木》、《杂志》、《志蛮》等十三门。每门都有小序，记述宋代广西地区的山川名胜、动植矿物资源、土特名产、民族风情、中外贸易等。《志金石》以《本草》之例，仅取药方所须之物。订正《本草》之讹。志香、禽、兽、花果、草木，对之前书籍记载不实之处，有所考证。是研究广西历史地理的重要资料。